# Eurytoma spermophaga
Eurytoma spermophaga är en stekelart som beskrevs av Filippo Silvestri 1915. Eurytoma spermophaga ingår i släktet Eurytoma och familjen kragglanssteklar.
Artens utbredningsområde är Eritrea. Inga underarter finns listade i Catalogue of Life.